# 拉斯班塔斯斗牛场

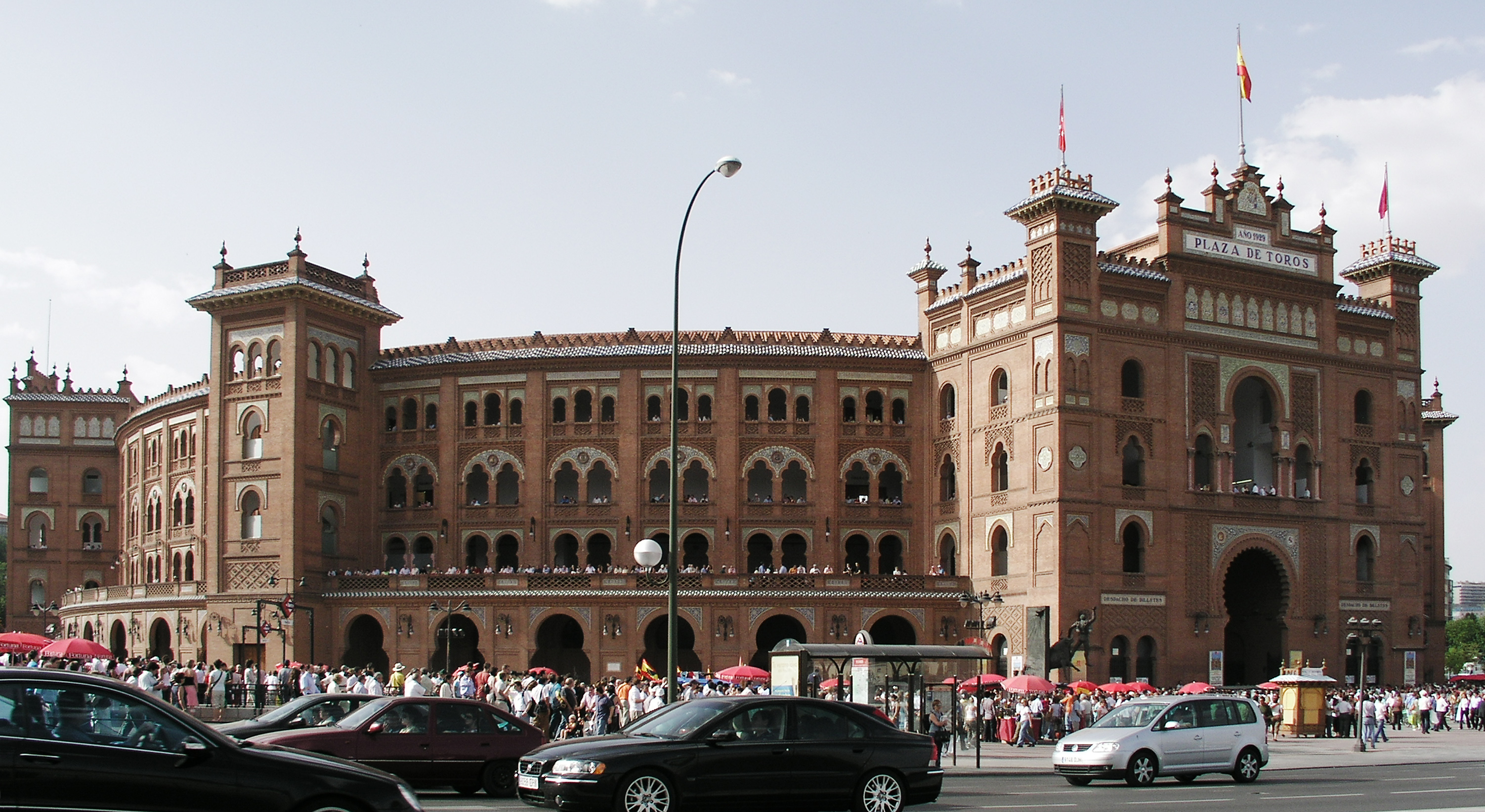
拉斯班塔斯斗牛场外观

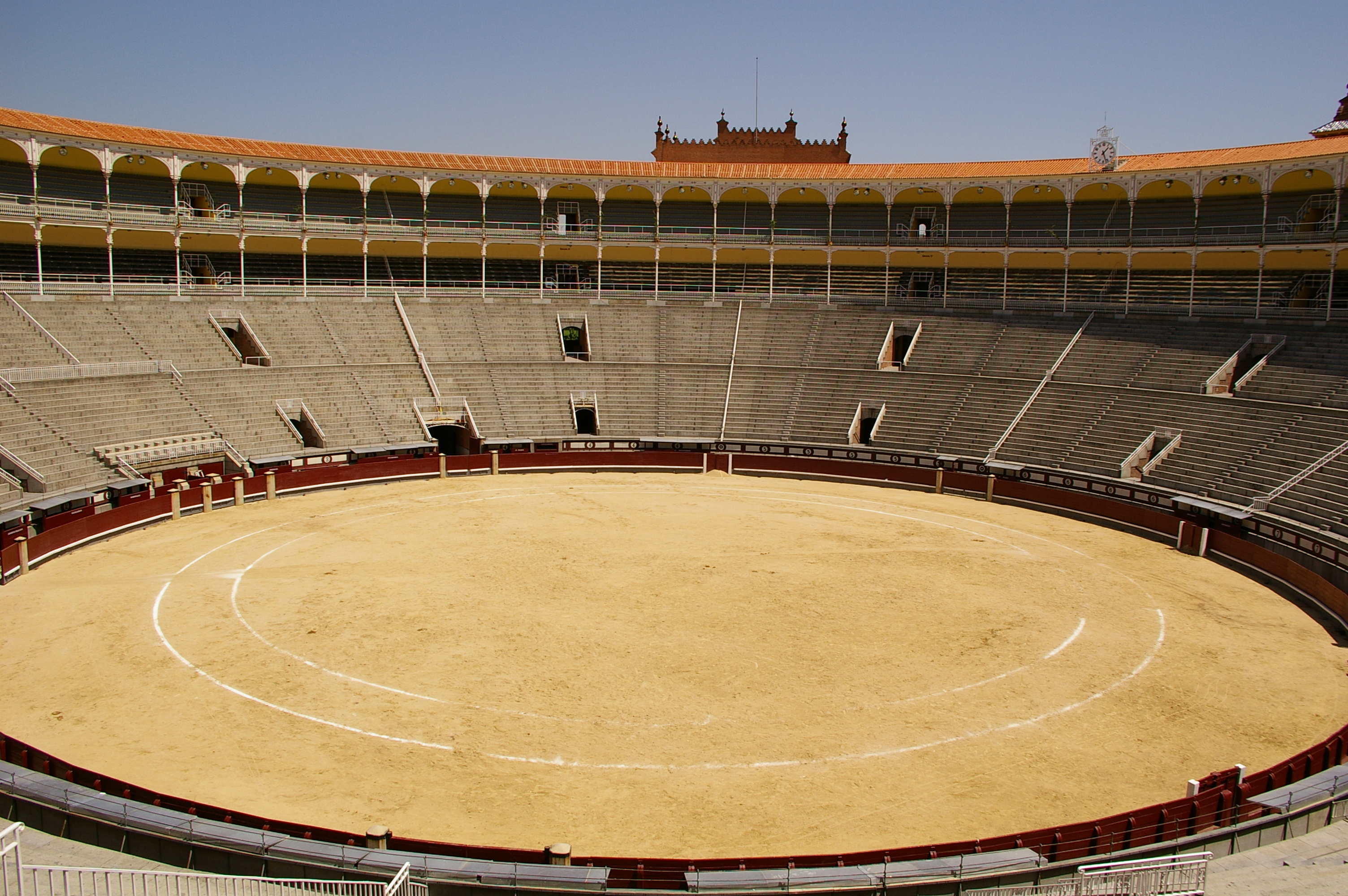
拉斯班塔斯斗牛场内部

拉斯班塔斯斗牛场（Plaza de Toros de Las Ventas）是西班牙最著名的斗牛场。
位于马德里东部的萨拉曼卡区的金达莱拉区（Guindalera），1929年建成，1931年6月17日开幕。设有25,000个座位。拉斯班塔斯斗牛场直径约65米，是世界上最大的环之一。
拉斯班塔斯斗牛场的建筑师是 Espeliú，建筑风格为新摩尔式。其票价取决于距离“舞台”的远近，以及是在阳光下或阴凉处（后者较昂贵）。斗牛季节开始于3月，在12月结束。斗牛赛德日期是在 在圣伊西德罗节（San Isidro Fiesta）的每一天，以及赛季的每个星期日或节假日。斗牛开始于下午6或7时，持续两三个小时。
马德里地铁的2号线和5号线均停靠拉斯班塔斯站。

## 历史
西班牙内战期间，拉斯班塔斯的斗牛停止，直到1939年5月恢复。